# Narodowy Bank Polski

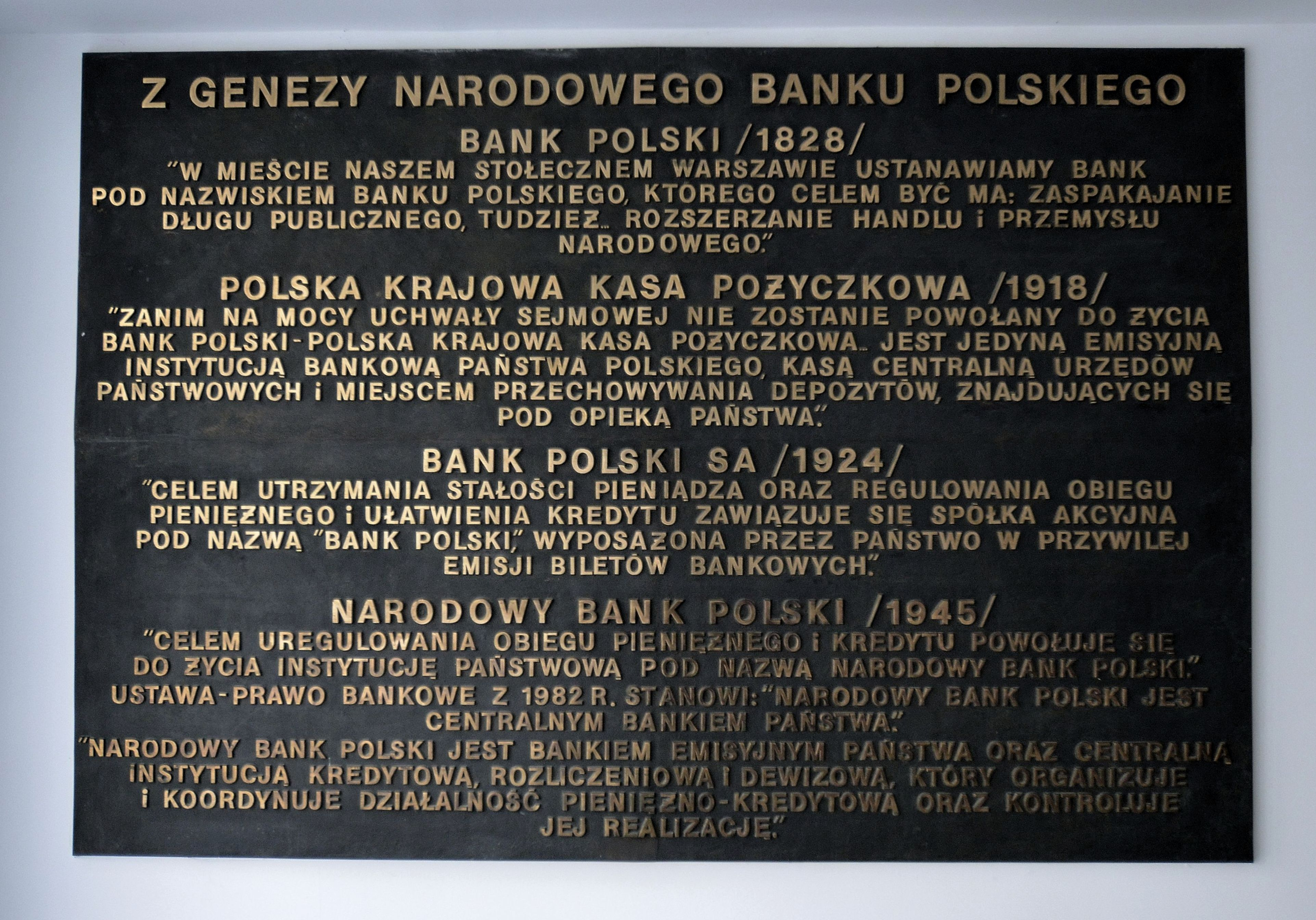
Tablica informacyjna z genezą NBP przy wejściu do gmachu centrali Banku przy Świętokrzyskiej 11/21 w Warszawie

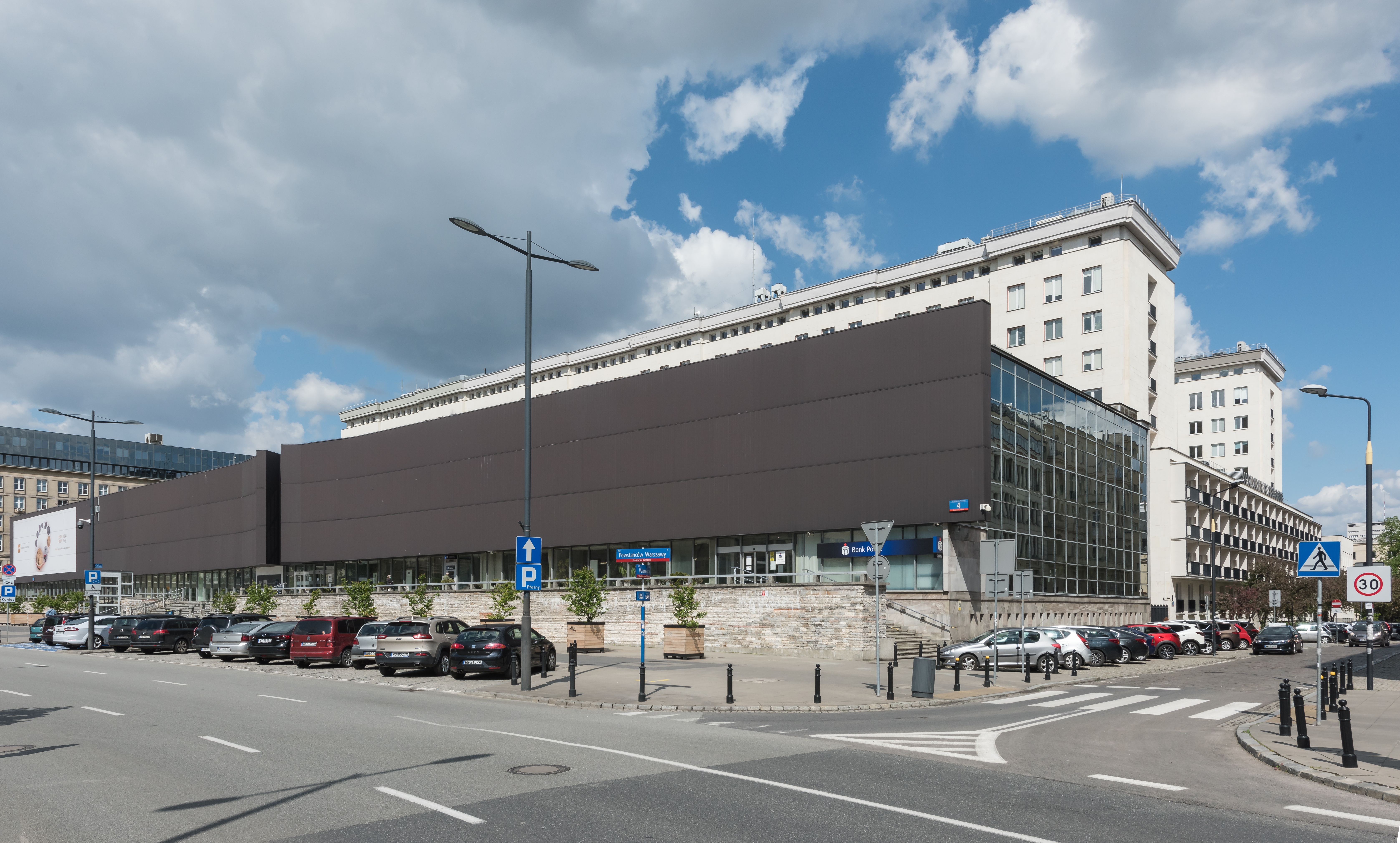
Gmach centrali i oddziału NBP w Warszawie

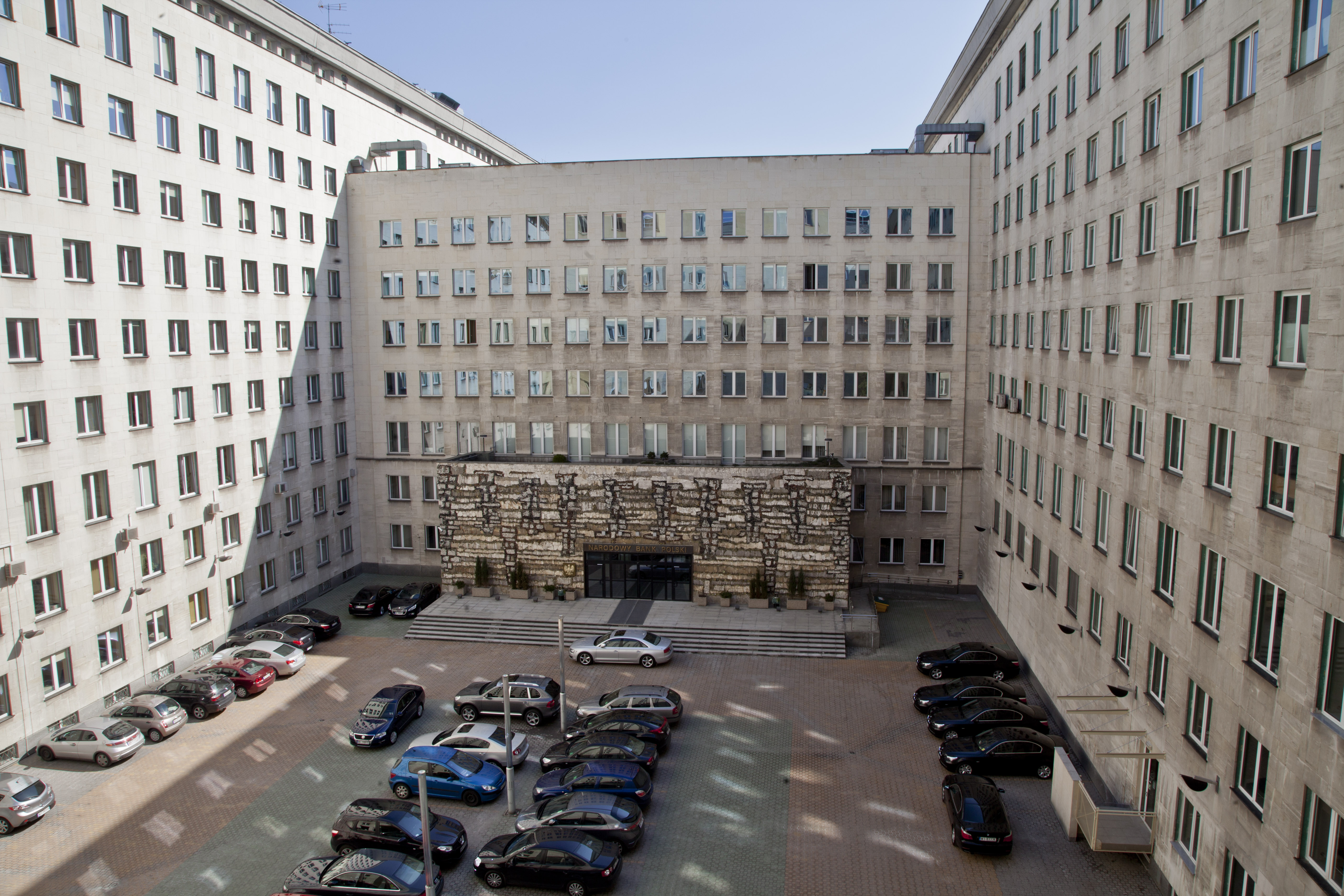
Główny dziedziniec gmachu centrali NBP w Warszawie

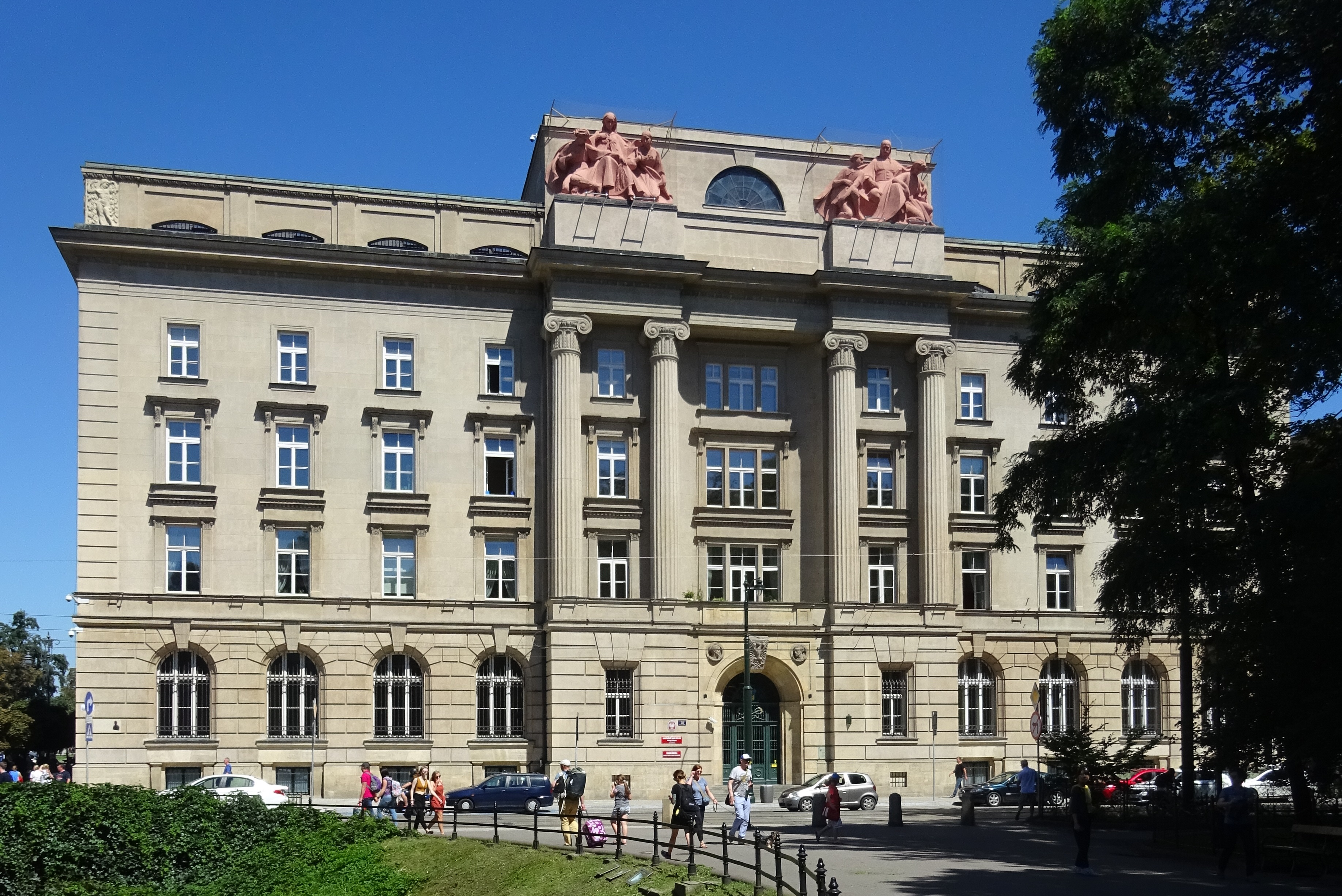
Gmach oddziału NBP w Krakowie (1925)

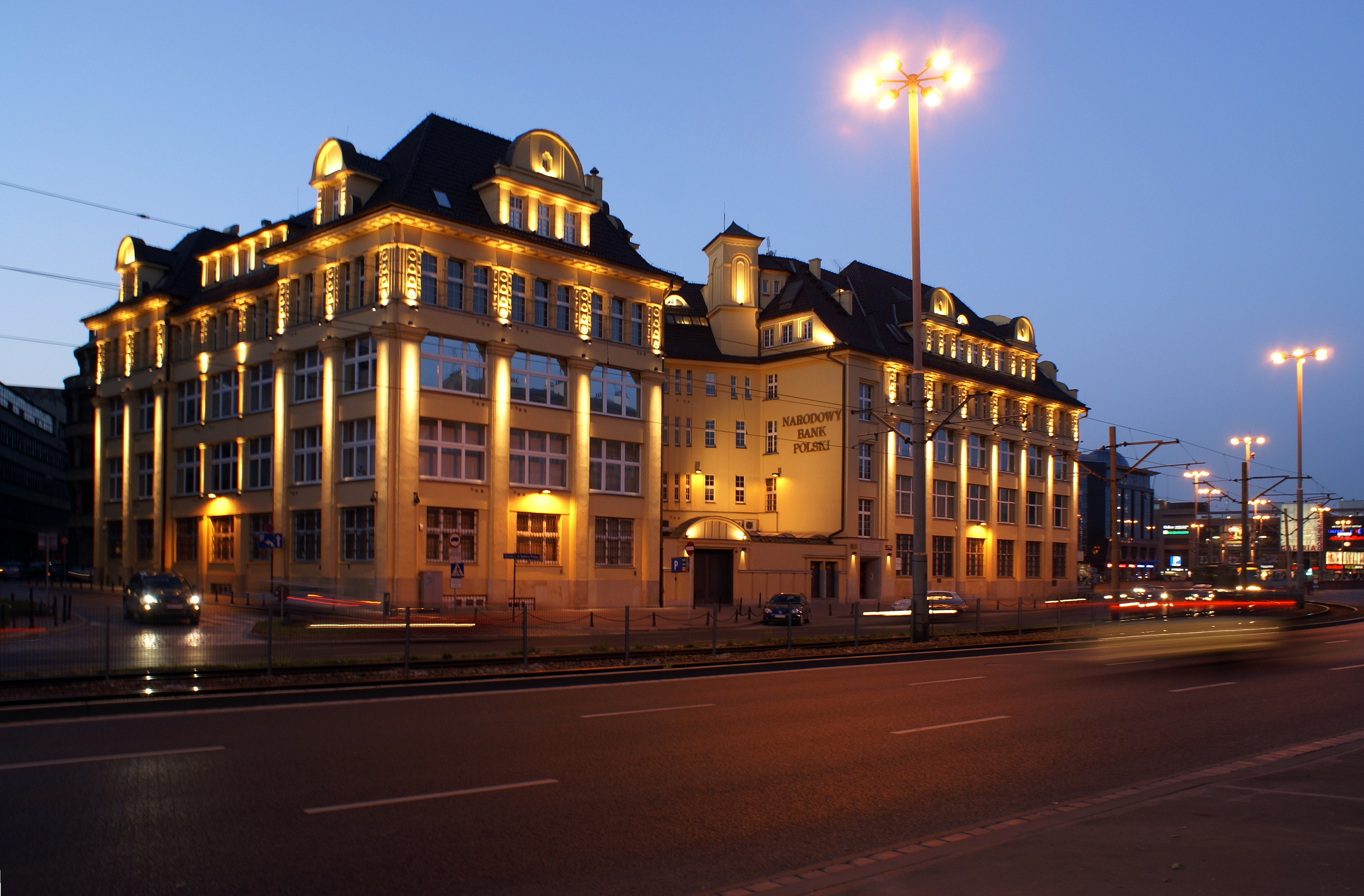
Gmach oddziału NBP we Wrocławiu

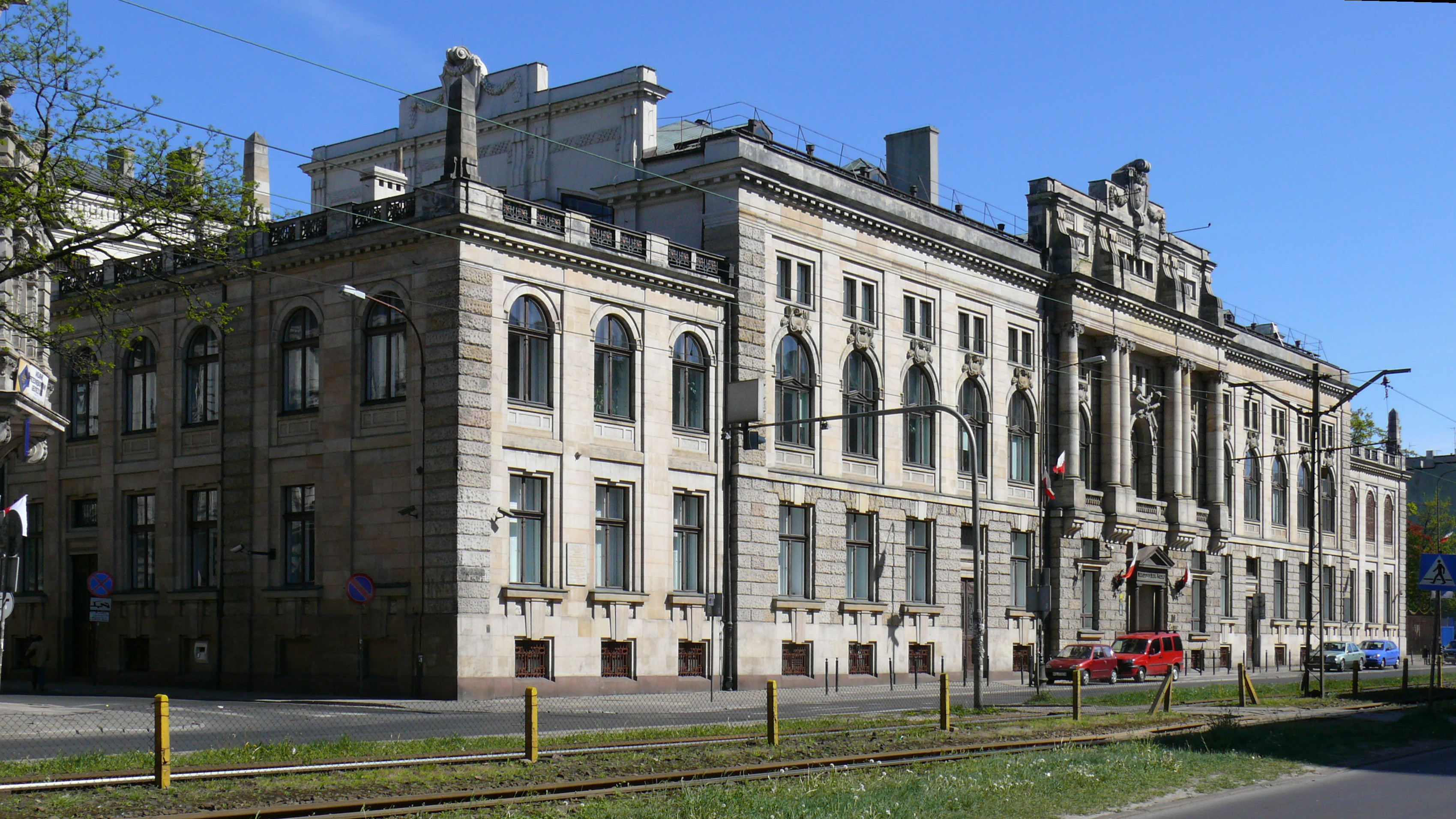
Gmach oddziału NBP w Łodzi

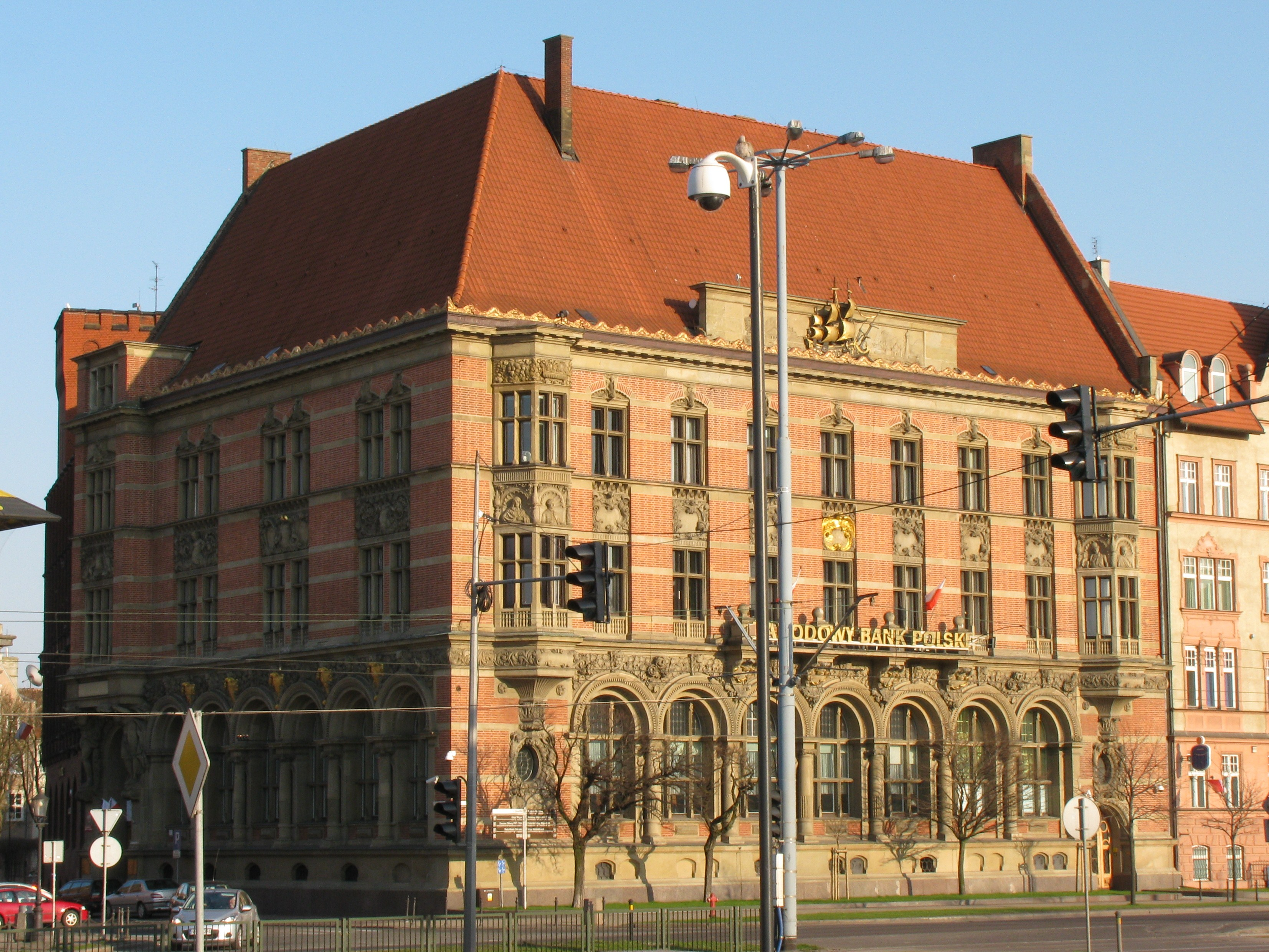
Gmach oddziału NBP w Gdańsku (1906)

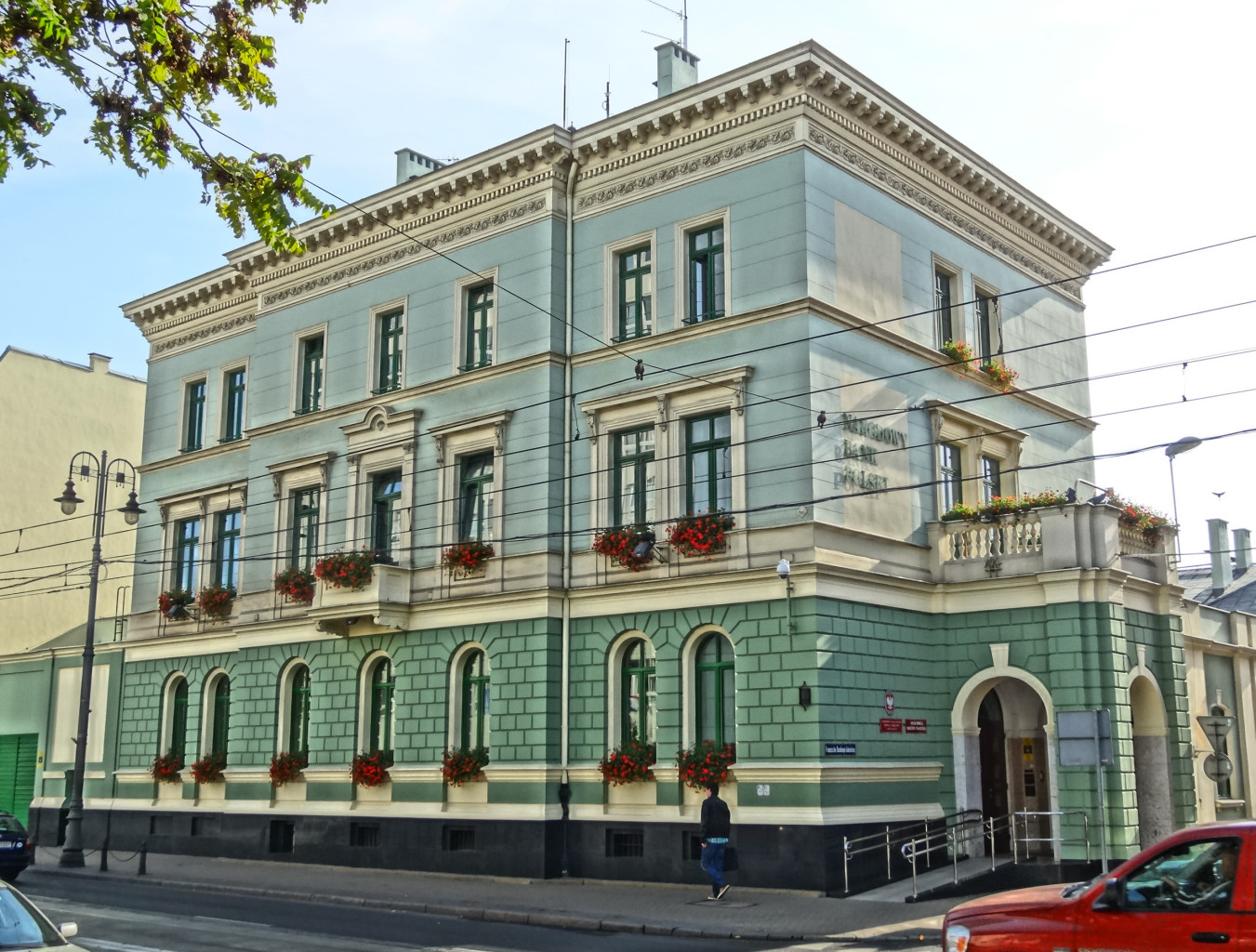
Gmach oddziału NBP w Bydgoszczy (1864)

Narodowy Bank Polski (NBP) – polski bank centralny z siedzibą główną w Warszawie. NBP jest bankiem centralnym Rzeczypospolitej Polskiej. Wypełnia zadania określone w Konstytucji RP, ustawie o Narodowym Banku Polskim i ustawie Prawo bankowe. Wymienione akty prawne gwarantują niezależność NBP od innych organów państwa. NBP pełni trzy podstawowe funkcje: banku emisyjnego, banku banków oraz centralnego banku państwa.
NBP przysługuje wyłączne prawo emitowania pieniądza i znaków pieniężnych Rzeczypospolitej Polskiej. Podstawowym zadaniem NBP jest utrzymanie stabilnego poziomu cen. Do głównych obszarów działalności NBP należą:
- prowadzenie polityki pieniężnej,
- działania na rzecz stabilności krajowego systemu finansowego,
- działalność emisyjna,
- rozwój systemu płatniczego,
- zarządzanie rezerwami dewizowymi Polski,
- obsługa Skarbu Państwa,
- działalność edukacyjna i informacyjna[1].

## Historia
Narodowy Bank Polski został utworzony 15 stycznia 1945 dekretem Krajowej Rady Narodowej, zastępując Bank Polski Spółkę Akcyjną. Początkowo funkcjonował jako bank państwowy pod nadzorem ministra skarbu. Do końca lat 80. zajmował się działalnością ogólnobankową: był monopolistą nie tylko w dziedzinie emisji pieniądza, ale także udzielania kredytu i gromadzenia oszczędności. W czasie przemian ustrojowych wydzielone zostały z niego banki regionalne i komercyjne, a sam NBP zajął się emisją pieniądza i polityką pieniężną państwa (funkcja monetarna).
Banki wydzielone z NBP:
- Powszechna Kasa Oszczędności (PKO BP, ob. Powszechna Kasa Oszczędności Bank Polski) – 1988[4]
- „dziewiątka” banków komercyjnych wydzielonych z NBP w 1988 roku na bazie sieci 400 oddziałów NBP; przejęły one działalność depozytowo-kredytową banku[5]:
  - Państwowy Bank Kredytowy w Warszawie (PBK, później Powszechny Bank Kredytowy, przejęty przez BPH w 2001)
  - Bank Przemysłowo-Handlowy w Krakowie (BPH)
  - Bank Śląski w Katowicach (BŚ, później Bank Śląski, od 2001 jako ING Bank Śląski)
  - Wielkopolski Bank Kredytowy w Poznaniu (WBK, połączony w 2001 z Bankiem Zachodnim jako Bank Zachodni WBK, od 2018 jako Santander Bank Polska)
  - Pomorski Bank Kredytowy w Szczecinie (w 1997 włączony do Banku Polska Kasa Opieki)
  - Bank Depozytowo-Kredytowy w Lublinie (w 1997 włączony do Banku Polska Kasa Opieki)
  - Powszechny Bank Gospodarczy w Łodzi (PBG, w 1997 włączony do Banku Polska Kasa Opieki)
  - Bank Gdański S.A. (BG, od 1997 BIG Bank Gdański w wyniku fuzji z Bankiem Inicjatyw Gospodarczych BIG S.A., od 2003 jako Bank Millennium)
  - Bank Zachodni we Wrocławiu (BZ, od 2018 jako Santander Bank Polska)
- Polski Bank Rozwoju (PBR, w 1998 przejęty przez Bank Rozwoju Eksportu) – 1990
- Polski Bank Inwestycyjny (PBI, w 1997 przejęty przez Kredyt Bank) – 1993

1 stycznia 1995 NBP przeprowadził denominację złotego.

## Organizacja
Konstytucja Rzeczypospolitej Polskiej z 2 kwietnia 1997 oraz ustawa o Narodowym Banku Polskim zapewniają NBP mocną pozycję w systemie instytucji publicznych. Ustawowymi organami NBP są: Prezes NBP, Rada Polityki Pieniężnej oraz Zarząd NBP.
W 2020 przeciętne zatrudnienie w NBP w przeliczeniu na pełnozatrudnionych wynosiło 3355 osób.

### Struktura organizacyjna
- Departament Generalny[10]
- Departament Administracji
- Departament Analiz Ekonomicznych
- Departament Audytu Wewnętrznego
- Departament Badań i Innowacji Finansowych
- Departament Bezpieczeństwa
- Departament Cyberbezpieczeństwa
- Departament Edukacji i Wydawnictw
- Departament Emisyjno-Skarbcowy
- Departament Informatyki i Telekomunikacji
- Departament Innowacji Finansowych
- Departament Kadr
- Departament Komunikacji
- Departament Koordynacji i Realizacji Zakupów
- Departament Operacji Krajowych
- Departament Operacji Zagranicznych
- Departament Prawny
- Departament Promocji
- Departament Rachunkowości i Finansów
- Departament Rozliczeń Gospodarki Własnej
- Departament Rozliczeń Transakcji Finansowych
- Departament Stabilności Finansowej
- Departament Statystyki
- Departament Systemu Płatniczego
- Departament Zagraniczny
- Departament Zarządzania Ryzykiem Finansowym

- 16 Oddziałów Okręgowych zlokalizowanych w każdym mieście wojewódzkim

### Prezes NBP
Prezes NBP jest powoływany na 6-letnią kadencję przez Sejm na wniosek Prezydenta RP.
Prezes NBP przewodniczy Radzie Polityki Pieniężnej oraz Zarządowi NBP. Prezes NBP może uczestniczyć w posiedzeniach Sejmu. Jest on obowiązany do przedstawienia informacji i udzielenia wyjaśnień dotyczących polityki pieniężnej i działalności NBP przed Sejmem i Senatem oraz ich komisjami. Prezes NBP w ciągu 5 miesięcy od zakończenia roku budżetowego przedstawia Sejmowi roczne sprawozdanie z działalności NBP. W imieniu Rady Polityki Pieniężnej przedstawia tym organom kwartalne informacje o bilansie płatniczym oraz roczne zestawienie międzynarodowej pozycji inwestycyjnej. Prezes NBP przy wydawaniu zarządzeń podlegających ogłoszeniu oraz decyzji administracyjnych ma prawo używania pieczęci z godłem państwowym. Ponosi odpowiedzialność przed Trybunałem Stanu.
Ta sama osoba nie może być prezesem NBP dłużej niż przez dwie kolejne kadencje. Prezes NBP w swej działalności jest apolityczny, czyli nie może należeć do żadnej partii politycznej, związku zawodowego ani prowadzić działalności publicznej niedającej się pogodzić z godnością jego urzędu.

#### Lista Prezesów NBP
| Lp.              | Zdjęcie | Imię i nazwisko                                         | Okres                                                                                                 |
| PRL (1945-89)    |         |                                                         | |
| 1.               |         | Edward Drożniak (1. kadencja)                           | 1 lutego 1945 – 17 marca 1949                                                                         |
| -                | wakat   | wakat                                                   | 18 marca 1949 – 26 września 1950                                                                      |
| 2.               |         | Witold Trąmpczyński                                     | 27 września 1950 – 18 grudnia 1956                                                                    |
| -                | wakat   | wakat                                                   | 18 grudnia 1956 – 28 grudnia 1956                                                                     |
| (1.)             |         | Edward Drożniak (2. kadencja)                           | 28 grudnia 1956 – 3 czerwca 1961                                                                      |
| 3.               |         | Adam Żebrowski                                          | 3 czerwca 1961 – 20 stycznia 1965                                                                     |
| 4.               |         | Stanisław Majewski (1. kadencja)                        | 20 stycznia 1965 – 17 września 1968                                                                   |
| 5.               |         | Leonard Siemiątkowski                                   | 17 września 1968 – 29 grudnia 1972                                                                    |
| -                | wakat   | wakat                                                   | 29 grudnia 1972 – 2 kwietnia 1973                                                                     |
| 6.               |         | Witold Bień                                             | 2 kwietnia 1973 – 31 grudnia 1980                                                                     |
| (4.)             |         | Stanisław Majewski (2. kadencja)                        | 1 stycznia 1981 – †29 lipca 1985                                                                      |
| 7.               |         | Zdzisław Pakuła (1. kadencja)                           | kierujący NBP: 12 kwietnia 1985 – 12 listopada 1985                                                   |
| 8.               |         | Władysław Baka (1. kadencja)                            | 13 listopada 1985 – 13 lipca 1988                                                                     |
| (7.)             |         | Zdzisław Pakuła (2. kadencja)                           | 13 lipca 1988 – 4 czerwca 1989                                                                        |
| III RP (od 1989) |         |                                                         | |
| (7.)             |         | Zdzisław Pakuła (2. kadencja)                           | 4 czerwca 1989 – 11 września 1989                                                                     |
| (8.)             |         | Władysław Baka (2. kadencja)                            | 12 września 1989 – 24 stycznia 1991                                                                   |
| 9.               |         | Grzegorz Wójtowicz (pierwszy prezes niezwiązany z PZPR) | 25 stycznia 1991 – 31 sierpnia 1991 (odwołany przez Sejm)                                             |
| p.o.             |         | Andrzej Topiński                                        | p.o. prezesa: 10 sierpnia 1991 – 4 marca 1992                                                         |
| 10.              |         | Hanna Gronkiewicz-Waltz                                 | I kadencja: 5 marca 1992 – 19 lutego 1998; II kadencja: 19 lutego 1998 – 31 grudnia 2000 (rezygnacja) |
| -                | wakat   | wakat                                                   | 31 grudnia 2000 – 10 stycznia 2001                                                                    |
| 11.              |         | Leszek Balcerowicz                                      | 10 stycznia 2001 – 10 stycznia 2007                                                                   |
| 12.              |         | Sławomir Skrzypek                                       | 10 stycznia 2007 – †10 kwietnia 2010                                                                  |
| p.o.             |         | Piotr Wiesiołek                                         | p.o. prezesa: 10 kwietnia 2010 – 11 czerwca 2010                                                      |
| 13.              |         | Marek Belka                                             | I kadencja: 11 czerwca 2010 – 11 czerwca 2016; p.o. prezesa: 12 czerwca – 20 czerwca 2016             |
| 14.              |         | Adam Glapiński                                          | I kadencja: 21 czerwca 2016 – 21 czerwca 2022; II kadencja: od 22 czerwca 2022                        |

### Rada Polityki Pieniężnej

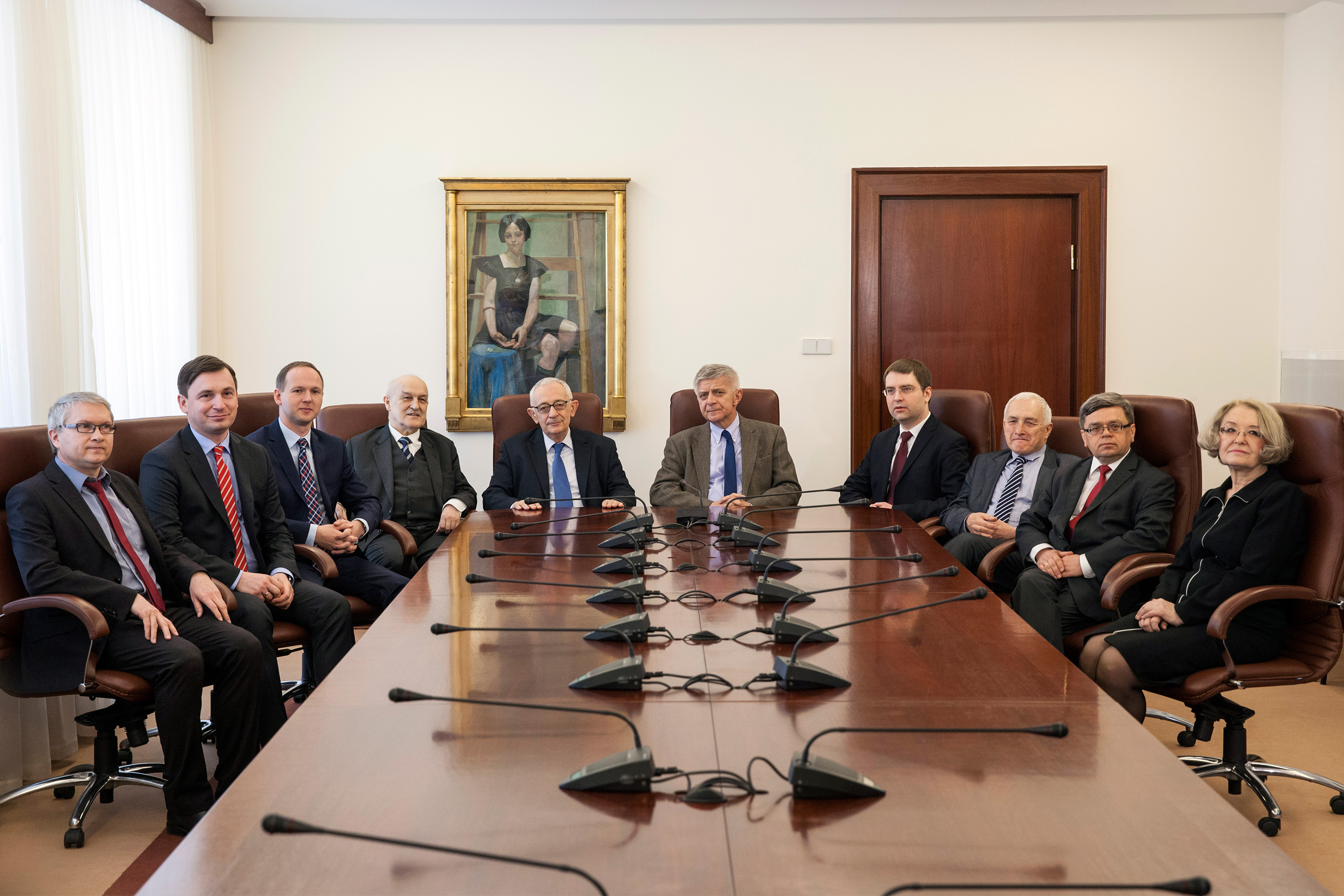
RPP IV kadencji

Zadaniem Rady Polityki Pieniężnej (RPP) jest coroczne ustalanie założeń i realizacja polityki pieniężnej państwa. Rada ustala wysokość podstawowych stóp procentowych, określa zasady operacji otwartego rynku oraz ustala zasady i tryb naliczania i utrzymywania rezerwy obowiązkowej. Zatwierdza plan finansowy banku centralnego oraz sprawozdanie z działalności NBP.

### Zarząd NBP
Zarząd kieruje działalnością NBP. W jego skład wchodzi prezes oraz 6–8 członków, w tym 2 wiceprezesów. Członków powołuje i odwołuje prezydent na wniosek prezesa NBP. Do kompetencji zarządu należą:
- okresowa ocena obiegu pieniężnego i rozliczeń pieniężnych oraz obrotu dewizowego
- nadzorowanie operacji otwartego rynku
- ocena funkcjonowania systemu bankowego
- przygotowanie i rozpatrywanie projektów uchwał i innych materiałów kierowanych do Rady.

Obecny skład Zarządu NBP
- Adam Glapiński – prezes NBP od 21 czerwca 2016, przewodniczący Zarządu NBP od 21 czerwca 2016
- Marta Kightley – wiceprezes NBP od 8 marca 2020, pierwszy zastępca prezesa NBP od 8 marca 2020
- Adam Lipiński – wiceprezes NBP od 4 listopada 2020
- Marta Gajęcka[15]
- Paweł Mucha
- Piotr Pogonowski
- Artur Soboń
- Rafał Sura
- Paweł Szałamacha

### Nadzór bankowy
Od 1 stycznia 2008 funkcje nadzorcze nad polskim sektorem bankowym sprawuje Komisja Nadzoru Finansowego, w której skład wchodzi przedstawiciel NBP.

### Komitet Inwestycyjny Rezerw Dewizowych
Szczególną rolę przypisano wewnętrznemu organowi banku – Komitetowi Inwestycyjnemu Rezerw Dewizowych.

## Działalność

### Funkcje podstawowe
Narodowy Bank Polski, jak większość banków centralnych w gospodarkach rynkowych, pełni trzy podstawowe funkcje:
Bank emisyjny – NBP ma wyłączne prawo emitowania znaków pieniężnych będących prawnym środkiem płatniczym w Polsce. Narodowy Bank Polski określa wielkość ich emisji oraz moment wprowadzenia do obiegu, za którego płynność odpowiada. Ponadto organizuje obieg pieniężny i reguluje ilość pieniądza w obiegu.
Bank banków – NBP pełni w stosunku do banków funkcje regulacyjne, które mają na celu zapewnienie bezpieczeństwa depozytów zgromadzonych w bankach oraz stabilności sektora bankowego.
NBP działa na rzecz stabilności krajowego systemu finansowego oraz kształtowania warunków niezbędnych dla rozwoju systemu bankowego. W ramach tych działań NBP analizuje i ocenia zagrożenia dla stabilności systemu finansowego, monitoruje jego rozwój oraz współpracuje z innymi instytucjami państwowymi tworzącymi wspólnie tzw. sieć bezpieczeństwa finansowego. Prezes NBP jest jednym z czterech (obok Ministra Finansów, Przewodniczącego Komisji Nadzoru Finansowego i Prezesa Zarządu Bankowego Funduszu Gwarancyjnego) członków Komitetu Stabilności Finansowej.
Centralny bank państwa – NBP prowadzi obsługę bankową budżetu państwa, prowadzi rachunki bankowe rządu i centralnych instytucji państwowych, państwowych funduszy celowych i państwowych jednostek budżetowych oraz realizuje ich zlecenia płatnicze.
NBP zarządza także polskimi rezerwami złota. W 2019 r. Zarząd NBP podjął decyzję o zwiększeniu zasobu złota o 100 ton (do 228,6 ton) i przeniesieniu 100 ton tego kruszcu z Banku Anglii do skarbców NBP na terytorium Polski.

### Pozostała działalność
- Działalność statystyczna – w ramach działalności statystycznej zbierane, przetwarzane i publikowane są m.in. dane dotyczące: bilansu płatniczego i międzynarodowej pozycji inwestycyjnej, statystyka pieniężna i bankowa, oczekiwania inflacyjne osób prywatnych, inflacja bazowa.

- Analizy i badania ekonomiczne – NBP prowadzi i wspiera działalność analityczną i badawczą w zakresie szeroko rozumianej ekonomii i finansów. Wyniki tej działalności publikowane są m.in. w następujących opracowaniach:
  - Raport o inflacji – kwartalna ocena sytuacji gospodarczej przez Radę Polityki Pieniężnej,
  - Informacja o kondycji sektora przedsiębiorstw ze szczególnym uwzględnieniem stanu koniunktury – raport kwartalny opracowywany na podstawie wyników badań ankietowych przedsiębiorstw,
  - Sytuacja na rynku kredytowym – wyniki kwartalnej ankiety do przewodniczących komitetów kredytowych,
  - Raport o stabilności systemu finansowego – publikacja roczna,
  - Bank i Kredyt – recenzowane pismo naukowe o ekonomii i finansach, ukazujące się w cyklu dwumiesięcznym,
  - Materiały i Studia – nieperiodyczne zeszyty prezentujące badania i opracowania naukowe (tzw. working papers)

- Edukacja ekonomiczna – w ramach Programu Edukacji Ekonomicznej podejmowane są działania służące upowszechnieniu tematyki ekonomicznej, zrozumieniu zasad funkcjonowania gospodarki rynkowej, promocji przedsiębiorczości. Celem działań jest przybliżenie społeczeństwu nie tylko zasad funkcjonowania i roli NBP, ale także popularyzacja wiedzy o szeroko rozumianej ekonomii i finansach. Dotarcie do powszechnego odbiorcy następuje poprzez media, szkolenia, publikacje, konkursy, stypendia, Portal Edukacji Ekonomicznej NBPortal oraz serwisy ObserwatorFinansowy.pl i FinancialObserver.eu. W siedzibie NBP mieści się placówka ekspozycyjno-edukacyjna Centrum Pieniądza NBP im. Sławomira S. Skrzypka.
- Dofinansowania – jednym z wielu zadań NBP jest kreowanie i realizacja inicjatyw edukacyjnych z zakresu ekonomii i historii pieniądza. W tym celu bank centralny podejmuje działania własne oraz wspiera użyteczne społecznie przedsięwzięcia z zakresu edukacji ekonomicznej.
- Podpis elektroniczny – bank prowadzi Narodowe Centrum Certyfikacji, pełniące funkcję głównego urzędu certyfikacji w ramach infrastruktury bezpiecznego podpisu elektronicznego w Polsce.

Zgodnie z art. 70 ustawy o Narodowym Banku Polskim, Prezes NBP w ciągu 5 miesięcy od zakończenia roku budżetowego przedstawia Sejmowi roczne sprawozdanie z działalności Banku. Sprawozdanie jest publikowane w postaci druku sejmowego.

## Niezależność NBP
Narodowy Bank Polski jako bank centralny powinien być niezależny od wpływów politycznych. Stanowisko to podziela również Trybunał Konstytucyjny, stwierdzając w wyroku z 28 czerwca 2000 r. wydanym w pełnym składzie (sygn. akt K 25/99, OTK ZU 2000, nr 5, poz. 141):
specyficzna pozycja ustrojowa NBP jako centralnego banku państwa polega z jednej strony na niezależności wobec organów państwowych, z drugiej zaś na „apolityczności” tego banku.
W odróżnieniu od swojego poprzednika, Banku Polskiego S.A., oraz niektórych innych banków centralnych jak Fed, NBP nie znajduje się w żadnym stopniu w prywatnych rękach ani nie ma prywatnych udziałowców.

## Nagrody i wyróżnienia
Narodowy Bank Polski został wielokrotnie wyróżniony za swoją działalność. Otrzymał m.in.:
- 2011 r. – nagroda przyznana podczas targów numizmatycznych w Berlinie „World Money Fair” za srebrną monetę NBP o nominale 10 zł, poświęconą Polskiemu Państwu Podziemnemu[17].
- 2012 r. – I miejsce na międzynarodowym konkursie Coin of the Year (COTY) oraz tytuł najbardziej interesującej monety roku 2011 dla monety NBP „Europa bez barier”[18].
- 2016 r. – tytuł najbardziej interesującej monety świata w prestiżowym konkursie numizmatycznym Coin of the Year 2016 dla monety wyemitowanej przez NBP, upamiętniającej 100. rocznicę urodzin Jana Karskiego[19].
- 2016 r. – Narodowy Bank Polski otrzymał nagrodę „Mecenasa edukacji finansowej” przyznaną przez redakcję „Miesięcznika Finansowego BANK” podczas gali finałowej XXI edycji rankingu „50 największych banków w Polsce”[20]
- 2017 r. – moneta kolekcjonerska, z okazji 250. rocznicy założenia Mennicy Warszawskiej, zdobyła trzecie miejsce w kategorii Moneta Roku w międzynarodowym konkursie „Coin Constellation – 2017”[21]
- 2017 r. – wyróżnienie na Currency Conference za banknot kolekcjonerski „1050-lecie Chrztu Polski” wyemitowany przez NBP[22]

- 2018 r. – moneta kolekcjonerska NBP Mikołaj Kopernik z serii „Wielcy polscy ekonomiści” z 2017 r. zdobyła główną nagrodę w kategorii Moneta klasyczna w międzynarodowym konkursie „Coin Constellation – 2018”[23]

- 2020 r. – nagroda główna Dziennika Gazety Prawnej za wspieranie przedsiębiorców w czasie pandemii[24]
- 2020 r. – Prezes NBP znalazł się na 6. pozycji rankingu 200 najbardziej wpływowych ludzi w polskiej gospodarce, stworzonego przez RMF FM oraz portale Money.pl i 300Gospodarka[25]

- 2021 r. – srebrna moneta kolekcjonerska NBP – szóstak Jana Sobieskiego – została uznana za jedną z najlepszych na świecie monet klasycznych w XIV Międzynarodowym Konkursie „Coin Constellation 2020”[26]

- 2021 r. – Prezes NBP został uhonorowany nagrodą specjalną Byki i Niedźwiedzie w kategorii Osobowość Rynku Finansowego[27]

- 2021 r. – Narodowy Bank Polski z nagrodą „Dźwigacze Kultury 2020”, jaka została przyznana w uznaniu działań Narodowego Banki Polskiego na rzecz rozwoju kultury i dla społeczności Krakowa[28]

- 2021 r. – Narodowy Bank Polski z nagrodą „Najlepiej zarządzany bank centralny w Europie w 2021 roku” (Best Central Bank Governance Europe 2021)[29]

- 2021 r. – Nagroda Specjalna dla Prezesa NBP w ramach Nagrody Gospodarczej Województwa Małopolskiego[30]

- 2021 r. – Prezes NBP został uhonorowany nagrodą główną „Polski Kompas 2021” przyznawaną przez Gazetę Bankową wspólnie z portalem wGospodarce.pl[31]

- 2021 r. – Specjalna Nagroda Gospodarcza Prezydenta RP dla Prezesa NBP za utrzymanie stabilności systemu bankowego w kryzysie spowodowanym pandemią wirusa SARS-coV-2[32]

- 2022 r. – banknot z Lechem Kaczyńskim został uznany najlepszym banknotem kolekcjonerskim 2021 roku przez Reconnaissance International podczas gali High Security Printing EMEA w Tallinie[33]

- 2022 r. – Narodowy Bank Polski otrzymał nagrodę „Excellence in Currency”[34]

- 2022 r. – Prezes NBP został uhonorowany przez Grupę medialną Polska Press nagrodą za wybitne zarządzanie bankiem centralnym w czasach pandemii, wojny w Ukrainie i kryzysu energetycznego[35]
- 2022 - Narodowy Bank Polski otrzymał nagrodę Strażnik Pamięci 2022 w kategorii „Instytucja” za Centrum Pieniądza NBP im. Sławomira S. Skrzypka[36].
- 2023 - Banknot kolekcjonerski NBP został wyróżniony nagrodą The Regional Banknote and ID Document of the Year Awards[37].
- 2023 r. Narodowy Bank Polski i Narodowy Bank Ukrainy zostały laureatami Central Banking’s Currency Manager Award. NBP i NBU zostały nagrodzone za zarządzanie pieniądzem w obliczu rosyjskiej agresji na Ukrainę[38].
- 2023 r. – Prezes NBP otrzymał nagrodę w kategorii „Biznes i Ekonomia” za konsekwentne dbanie o wartość polskiego pieniądza[39].
- 2024 – Narodowy Bank Polski został uhonorowany złotą odznaką (Gold Commemorative Award) Narodowego Banku Ukrainy, za wsparcie jakiego polski bank centralny udzielił ukraińskiemu w okresie wojny[40].